# Axel Wieandt
Axel Wieandt (* 19. September 1966 in Bochum) ist ein deutscher Manager. Seit 2005 ist er zudem Honorarprofessor an der WHU – Otto Beisheim School of Management.

## Leben

### Persönliches
Axel Wieandt wurde in eine Bankerfamilie geboren. Er ist der Sohn von Paul Wieandt, der zeitlebens Vorstandsvorsitzender der Landesbank Rheinland-Pfalz, der Bank für Gemeinwirtschaft (BfG) und der Schmidtbank war. Seine Schwester Dorothee Blessing ist Co-Chefin des Investmentbanking bei JP Morgan. Sein Bruder Carl Wieandt war Partner bei McKinsey & Company im Bereich Corporate Finance. Wieandt ist verheiratet und hat zwei Kinder.

### Ausbildung
Wieandt begann 1986 ein betriebswirtschaftliches Studium an der WHU – Otto Beisheim School of Management und schloss es 1990 als Diplom-Kaufmann ab. Zwischen 1988 und 1990 war er Stipendiat der Studienstiftung des deutschen Volkes. An der Kellogg School of Management der Northwestern University (Illinois) erwarb er 1992 den Grad Master of Management (MMgt) mit einem Stipendium, das vom DAAD vermittelt wurde. 1993 promovierte Wieandt an der WHU bei Horst Albach zum Dr. rer. pol.

## Karriere
Nach seiner Promotion begann Wieandt seine berufliche Karriere zunächst bei McKinsey & Company in Düsseldorf und später in Boston. Anschließend war er von 1997 bis 1998 für Morgan Stanley im Investment Banking in London tätig.

### Deutsche Bank
Im Jahr 1998 wechselte Wieandt von Morgan Stanley zur Deutschen Bank. 2000 wurde er zum jüngsten Bereichsvorstand im Corporate Center ernannt. In seiner Funktion als Head of Corporate Development war er ab 2001 mit seinem Team  für die Strategieentwicklung und die Durchführung von strategischen Transaktionen zuständig. Seit 2003 war er zusätzlich Global Head of Corporate Investments. In dieser Rolle trug er P&L-Verantwortung für die im Unternehmensbereich Corporate Investments gebündelten Beteiligungen der Bank mit einem Gesamtvolumen von mehreren Milliarden Euro.

### Hypo Real Estate
Im Oktober 2008 kündigte der damalige Bundesfinanzminister Peer Steinbrück an, dass der gesamte Vorstand der infolge der Finanzkrise ab 2007 in finanzielle Schieflage geratenen Hypo Real Estate ausgetauscht werde. Wieandt wurde daraufhin auf Bestreben eines Konsortiums aus Finanzdienstleistern zum neuen Vorstandsvorsitzenden der damaligen DAX-30-Aktiengesellschaft Hypo Real Estate Holding AG ernannt. Am 25. März 2010 bot Axel Wieandt dem Aufsichtsrat der HRE seinen Rücktritt vom Amt des Vorstandsvorsitzenden an. Der Aufsichtsrat nahm das Angebot an und entband ihn von seinen Ämtern. Hintergrund waren laut einer HRE-Presseerklärung unterschiedliche Auffassungen bezüglich der Geschäftsleitung zwischen dem Finanzmarktstabilisierungsfonds (SoFFin) und dem Vorstandsvorsitzenden. Der Spiegel bestätigte diese Unstimmigkeiten; laut den Spiegel-Autoren Beat Balzli und Christoph Pauly habe Wieandt die Streitigkeiten als Zumutung empfunden. Nach Ansicht von Insidern habe Wieandt mehr Freiheit gegenüber dem Staat als Alleinaktionär der Bank gefordert. Die Kernkapitalquote sollte demnach nach Wieandts Vorstellungen über 10 Prozent gehalten werden, wohingegen der SoFFin-Chef Hannes Rehm einen „schonenden Umgang“ mit Steuermitteln versprochen und auf eine Absenkung gedrängt habe. Das Manager Magazin zitierte den Aufsichtsrat der HRE, dass Wieandt einen „wesentlichen Anteil an der Stabilisierung und Neuausrichtung des Konzerns“ gehabt habe. Eigendorf und Jost schrieben in Die Welt, Wieandt habe „einen respektablen Job gemacht“. Sie meinten, dass Wieandt darüber frustriert gewesen sei, „dass Entscheidungen zu lange dauerten und er bei der Bezahlung von Mitarbeitern zu wenig Freiraum hatte“.

### Rückkehr zur Deutschen Bank
Am 1. Juni 2010 kehrte Wieandt zur Deutschen Bank zurück und übernahm als Managing Director im Corporate Center Integrationsprojekte. Oliver Stock schrieb im Juli 2010 im Handelsblatt, dass Wieandt zukünftig als Vorstand den Verkauf der BHF-Bank managen werde, da deren Geschäft sich zu sehr mit jenem der Deutschen Bank überschneide. Stock nannte die Aufgabe wegen ihrer Schwierigkeit einen „Feuerwehreinsatz“ und bezeichnete Wieandt in diesem Zusammenhang als „Frankfurts Feuerwehrmann“.
Im September 2010 schrieben Eigendorf und Jost in Die Welt, dass die Berufung von Axel Wieandt zum Chef der Deutsche-Bank-Tochter BHF-Bank überraschend an Bedenken der zuständigen Mitarbeiterin der BaFin gescheitert sei, was die Journalisten als eine „Retourkutsche“ gegen Wieandt vermuteten. In Bankerkreisen bestünde jedoch kein Zweifel an Wielandts fachlicher Qualifikation, so Die Welt. Zu diesem Zeitpunkt galt er als einer der potenziellen Kandidaten für einen Vorstandsposten im Deutsche-Bank-Konzern. Zudem räumte BaFin-Präsident Jochen Sanio mögliche Einwände in einem persönlichen Gespräch mit Axel Wieandt in Bonn aus und bestätigte gegenüber der Presse, dass „er keinen bankaufsichtsrechtlichen Grund sehe, warum Wieandt nicht für künftige Geschäftsleiterposten infrage komme“.

### Credit Suisse
Zum 1. Juli 2011 wechselte Axel Wieandt als Managing Director in den Bereich Investmentbanking der Credit Suisse Deutschland. Dort war er für die Betreuung von Finanzdienstleistern in Deutschland, Österreich, Skandinavien und weiteren Ländern sowie ausgewählten Kunden aus anderen Branchen zuständig. Wieandt verließ die Credit Suisse bereits nach einem Jahr im Juni 2012.

### Valovis Bank
Am 26. Oktober 2012 wurde Axel Wieandt auf Bestreben der EdB zum Vorstandsvorsitzenden der Valovis Bank bestellt. Durch die notwendig gewordene Wertberichtigung von Griechenland-Anleihen im Dezember 2011 war die Bank in eine Schieflage geraten und musste vom Bundesverband deutscher Banken gestützt und übernommen werden. Damit übernahm Wieandt nach Einschätzung von Hanno Mußler von der Frankfurter Allgemeinen Zeitung „einen schwierigen Fall“. Zum 30. Juni 2015 schied er aus dem Vorstand der Valovis Bank aus.

### Ehemalige Beratertätigkeiten
Von Dezember 2003 bis Juni 2010 war Wieandt Aufsichtsratsmitglied beim Kreditversicherer Atradius. Im Februar 2011 wurde Wieandt Mitglied im Beirat von Aquila Capital. Diese Position hatte er bis Juni 2017 inne.
Im April 2017 wurde bekannt, dass Wieandt als Berater für die Corestate Capital Group tätig werde, wo er mit Post Merger Integration und Repositionierung von Beteiligungen betraut wurde. Zudem unterstützte er das Management bei der Vorbereitung auf die Akquisition der Hannover Leasing Gruppe. Von Juli 2017 bis Januar 2022 war Wieandt Aufsichtsratsvorsitzender der Hannover Leasing Investment GmbH.

### Ehemalige Lehrtätigkeiten
Ab 2013 war Wieandt Lehrbeauftragter für Bank Management und Digital Assets an der Goethe Business School der Universität Frankfurt und übernahm von 2016 bis 2022 als Adjunct Professor of Finance einen Lehrauftrag für das Seminar „European Banking and the Financial Crisis“ an der Kellogg School of Management in Evanston (Illinois).

### Aktive Beratertätigkeiten
Im Juli 2016 wurde Wieandt vom Fintech Debitos in den Beirat berufen, um das Unternehmen dabei zu unterstützen, in Europa weiter zu expandieren. Zudem ist er seit Oktober 2018 Berater bei der Exporo AG und seit September 2020 bei HPE Growth. Bereits ab Oktober 2012 war Wieandt Mitglied des Advisory Boards von Auxmoney. Im Frühjahr 2021 teilte das Unternehmen mit, dass Wieandt in das neugegründete „Strategic Advisory Council“ von Auxmoney berufen wurde. Darüber hinaus ist Wieandt als Berater für die Firmen Corsair Capital, Jefferies Group und Orphalan S.A. tätig.
Er berät Venture-Capital- und Private-Equity-Fonds sowie Finanzdienstleister im In- und Ausland und ist Geschäftsführer der Atlantic BidCo GmbH mit Sitz in Frankfurt.

### Weitere Tätigkeiten
Seit 2002 ist Axel Wieandt als Lehrbeauftragter an der WHU tätig, an der er auch studierte. Seit 2005 lehrt er mit dem Titel eines Honorarprofessors die Fächer Betriebswirtschaftslehre und Bankwirtschaft an der WHU. Wieandt forscht zu den Themen Bankmanagement, Finanzintermediation, Finanzmarktaufsicht, Too-Big-To-Fail und digitale Vermögenswerte. Darüber hinaus hält er an der Technischen Universität München regelmäßig Vorlesungen im Bereich Entrepreneurial Finance.
Seit 2009 ist er Mitglied im Kuratorium und seit 2023 Mitglied im Stiftungsrat der Europäischen Stiftung Kaiserdom zu Speyer. Seit 2021 hat er den Vorsitz im Beirat des Bundes Institutioneller Investoren inne. Darüber hinaus ist Wieandt Vorsitzender im Beirat der Vereinigung Deutsche Kreditmarkt-Standards e. V. (DKS).

## Veröffentlichungen
Axel Wieandt ist Autor mehrerer Veröffentlichungen, insbesondere zu Banking- und Wirtschaftsthemen. Neben Veröffentlichungen in wissenschaftlichen Fachzeitschriften verfasst Wieandt auch Artikel in deutschen überregionalen Zeitungen.

### Bücher
- Gedichte (1986). Deutscher Lyrik Verlag, Aachen 2013, ISBN 978-3-8422-4185-5.
- Unfinished Business: Putting European Banks (and Europe) Back on Track. Vandenhoeck & Ruprecht, Göttingen 2017, ISBN 978-3847107156.

### Aufsätze (ausgewählte Beiträge)
- Contestable markets – ein Leitbild für die Wettbewerbspolitik? (mit Harald Wiese). In: Walter Eucken, Franz Böhm (Hrsg.): ORDO: Jahrbuch für die Ordnung von Wirtschaft und Gesellschaft (Band 44), Gustav Fischer Verlag, Stuttgart/Jena/New York 1993, ISBN 978-3437503559, S. 185–202.
- Versunkene Kosten und strategische Unternehmensführung. In: Zeitung für Betriebswirtschaft. 64. Jg., 1994, Nr. 8, S. 99–116.
- Innovation and the Creation, Development and Destruction of Markets in the World machine Tool Industry. In: Small Business Economics, 6. Jg., 1994, S. 421–437.
- Biotechnology: The emerging battlefield for US and Japanese pharmaceutical companies (mit Naseem Amin). In: Technology Analysis & Strategic Management, 6. Jg., Nr. 4, 1994, S. 423–436.
- Die Entstehung von Märkten durch Innovationen. Wissenschaftliche Hochschule für Unternehmensführung Koblenz, April 1993.
- Wechselwirkungen zwischen Strategie und Kapitalmarkt am Beispiel der Deutschen Bank. In: Harald Hungenberg, Jürgen Meffert (Hrsg.): Handbuch Strategisches Management, Springer Gabler, Wiesbaden 2005, ISBN 978-3409223126.
- Deutsche Bank: Auf profitables Wachstum eingestellt (mit Michael Bachschuster). In: Sebastian Raisch, Gilbert Probst, Peter Gomez (Hrsg.): Wege zum Wachstum – Wie Sie nachhaltigen Unternehmenserfolg erzielen, Springer Gabler, April 2007, S. 218–233.
- Neuausrichtung der Deutschland AG (mit Anna Magdalena Haslinger). In: Martin Glaum (Hrsg.): Internationalisierung und Unternehmenserfolg, Schäffer-Poeschel Verlag, November 2007, ISBN 978-3791026787, S. 339–359.
- Herausforderung Klimawandel - Die Finanzmarktperspektive (mit Thorsten Peppler). In: Die Bank, Heft September 2008. Bank-Verlag, ISSN 0342-3182, S. 12–17.
- Deutsche Pfandbriefbank als Immobilien- und Staatsfinanzierer. In: Immobilien & Finanzierung, Oktober 2009, S. 658–660.
- Too Big to Fail? – Leçons de la crise financière (mit Sebastian C. Mönninghoff). In: Revue d'économie financière, Nr. 101, 2011.
- The Financial Crisis: Observations and Implications – The HRE Case Study (mit Sebastian C. Mönninghoff): In: Schmalenbachs Zeitschrift für betriebswirtschaftliche Forschung,  63. Jg., August 2011, S. 508–530.
- Finanzsysteme benötigt effektive Bail-in-Regulierung. In: Börsen-Zeitung, 4. Juli 2013.
- The Future of Peer-to-Peer Finance. In: Schmalenbachs Zeitschrift für betriebswirtschaftliche Forschung, 65. Jg., 2013, S. 466–487.
- Rettung verboten. In: Handelsblatt, Nr. 228, 26. November 2013, S. 23.
- Staatliche Bankenrettung muss verboten werden. In: Börsen-Zeitung, Nr. 139, 24. Juli 2014, S. 3.
- Strategische Herausforderungen für Europas Banken. In: Die Bank, Heft 3, 2015, S. 28–32.
- Non-Performing Loans – eine zentrale Herausforderung für die europäischen Banken, Zeitschrift für das gesamte Kreditwesen, 70. Jg. 2017, S. 36–39.
- Die Währungsunion ist noch nicht vollständig. In: Börsenzeitung, Nr. 174, 11. September 2018, S. 2.
- Ein digitaler Euro für eine digitale Welt. In: Börsenzeitung, Nr. 61, 27. März 2020, S. 8.
- Kryptowährungen und die Folgen für europäische Banken. In: Frankfurter Allgemeine Zeitung, Nr. 283, 4. Dezember 2020, S. 29.
- It’s Time for Central Banks to Start Issuing Their Own Digital Currencies. Yes, Even the Fed. In: Kellogg Insight, 23. April 2021.
- Können dezentrale Blockchain-Protokolle Banken ersetzen? In: Frankfurter Allgemeine Zeitung, Nr. 137, 17. Juni 2021, S. 27.
- Centralized and decentralized finance: Coexistence or convergence? (mit Laurenz Heppding). In: SSRN, 28. März 2022.
- The economics of banking regulation in Europe: does the post-GFC bail-in regime effectively eliminate implicit government guarantees? (mit Sascha Hahn, Paul P. Momtaz). In: The European Journal of Finance, 29(7), 2022, S. 700–725.